# Julian Baas
Julian Baas (Dordrecht, 16 de abril de 2002) es un futbolista neerlandés que juega como centrocampista en el Eintracht Brunswick de la 2. Bundesliga.

## Trayectoria
Debutó como profesional en la Eerste Divisie apareciendo como suplente en el partido del Excelsior Róterdam contra el Jong PSV a domicilio el 29 de agosto de 2020 ganando 6-1. El 29 de mayo de 2022 fue suplente en la eliminatoria de ascenso contra el ADO Den Haag y dio la asistencia en la prórroga, cuando su equipo perdía por 4-3, para que Redouan El Yaakoubi marcara de cabeza el gol del empate y enviara el partido a los penaltis. En la prórroga, el Excelsior se impuso en los penaltis. Tras su ascenso desde la Eerste Divisie al final de la temporada 2021-22, debutó en la Eredivisie con el Excelsior el 12 de agosto de 2022 contra el SC Cambuur Leeuwarden en el Cambuur Stadion en una victoria por 2-0.

## Estadísticas

### Clubes
Actualizado al último partido disputado el 31 de octubre de 2024.
| Club                              | Div.          | Temporada     | Liga  | Liga  | Liga   | Copas nacionales | Copas nacionales | Copas nacionales | Copas internacionales | Copas internacionales | Copas internacionales | Total | Total | Total  |
| Club                              | Div.          | Temporada     | Part. | Goles | Asist. | Part.            | Goles            | Asist.           | Part.                 | Goles                 | Asist.                | Part. | Goles | Asist. |
| --------------------------------- | ------------- | ------------- | ----- | ----- | ------ | ---------------- | ---------------- | ---------------- | --------------------- | --------------------- | --------------------- | ----- | ----- | ------ |
| Excelsior Róterdam · Países Bajos | 2.ª           | 2020-21       | 31    | 3     | 1      | 3                | 0                | 0                | —                     | —                     | —                     | 34    | 3     | 1      |
| Excelsior Róterdam · Países Bajos | 2.ª           | 2021-22       | 43    | 2     | 10     | 2                | 1                | 0                | —                     | —                     | —                     | 45    | 3     | 10     |
| Excelsior Róterdam · Países Bajos | 1.ª           | 2022-23       | 33    | 3     | 4      | 2                | 0                | 0                | —                     | —                     | —                     | 35    | 3     | 4      |
| Excelsior Róterdam · Países Bajos | 1.ª           | 2023-24       | 37    | 4     | 2      | 3                | 1                | 0                | —                     | —                     | —                     | 40    | 5     | 2      |
| Excelsior Róterdam · Países Bajos | Total club    | Total club    | 144   | 12    | 17     | 10               | 2                | 0                | 0                     | 0                     | 0                     | 154   | 14    | 17     |
| Sparta de Róterdam · Países Bajos | 1.ª           | 2024-25       | 7     | 0     | 2      | 1                | 0                | 0                | —                     | —                     | —                     | 8     | 0     | 2      |
| Sparta de Róterdam · Países Bajos | Total club    | Total club    | 7     | 0     | 2      | 1                | 0                | 0                | 0                     | 0                     | 0                     | 8     | 0     | 2      |
| Total carrera                     | Total carrera | Total carrera | 151   | 12    | 19     | 11               | 2                | 0                | 0                     | 0                     | 0                     | 162   | 14    | 19     |